# Östra Skånes Järnvägar
| Station on transverse track | Unknown BSicon "eABZq+r" |  |  |  |

|  | Unknown BSicon "exABZg+l" |

|  | Stop on track |

|  | Station on track |

|  | Unknown BSicon "KBHFxe" |

|  | Unknown BSicon "exHST" |

|  | Unknown BSicon "exBHF" |

|  | Unknown BSicon "KBHFxa" |

|  | Stop on track |

|  | Station on track |

| Unknown BSicon "exKHSTa" | Straight track |  |  |  |

| Unknown BSicon "exHST" | Straight track |  |  |  |

| Unknown BSicon "exHST" | Straight track |  |  |  |

| Unknown BSicon "exSTRl" | Unknown BSicon "eABZg+r" |  |  |  |

|  | Station on track |

|  | Station on track |

|  | Unknown BSicon "ABZql+xl" | Station on transverse track |  |  |

|  | Unknown BSicon "exSTR" |

|  | Unknown BSicon "exSTR" |  |  | Station on track |

|  | Unknown BSicon "exSTR" |  |  | Unknown BSicon "ABZgl" |

|  | Unknown BSicon "exSTR" |  |  | Unknown BSicon "eBHF" |

|  | Unknown BSicon "exHST" |  |  | Straight track |

|  | Unknown BSicon "exABZgl+l" | Unknown BSicon "exBHFq" | Unknown BSicon "exSTRq" | Unknown BSicon "eABZgr" |

|  | Unknown BSicon "exHST" |  |  | Unknown BSicon "exSTR" |

|  | Unknown BSicon "exSTR" |  |  | Unknown BSicon "exBHF" |

|  | Unknown BSicon "exBHF" |  |  | Unknown BSicon "exSTR" |

|  | Unknown BSicon "exBHF" |  | Unknown BSicon "exSTR+l" | Unknown BSicon "exSTRr" |

|  | Unknown BSicon "exSTR" |  | Unknown BSicon "exSTR" | Unknown BSicon "exBHF" |

|  | Unknown BSicon "exSTR" |  | Unknown BSicon "exBHF" | Unknown BSicon "exSTR" |

|  | Unknown BSicon "exSTR" |  | Unknown BSicon "exSTR" | Unknown BSicon "exHST" |

|  | Unknown BSicon "exSTR" |  | Unknown BSicon "exSTR" | Unknown BSicon "exHST" |

| Unknown BSicon "exSTR+l" | Unknown BSicon "exSTRr" |  | Unknown BSicon "exBHF" | Unknown BSicon "exSTR" |

| Unknown BSicon "exSTR" |  |  | Unknown BSicon "exSTR" | Unknown BSicon "exHST" |

| Unknown BSicon "exHST" |  |  | Unknown BSicon "exSTR" | Unknown BSicon "exSTR" |

| Unknown BSicon "exSTR" |  |  | Unknown BSicon "exSTR" | Unknown BSicon "exHST" |

| Unknown BSicon "exABZg+l" | Unknown BSicon "exBHFq" | Unknown BSicon "exSTR+r" | Unknown BSicon "exABZg+l" | Unknown BSicon "exSTRr" |

| Unknown BSicon "exSTR" |  | Unknown BSicon "exSTR" | Unknown BSicon "exBHF" |  |

| Unknown BSicon "exSTR" |  | Unknown BSicon "exHST" | Unknown BSicon "exABZgl" | Unknown BSicon "exSTR+r" |

| Unknown BSicon "exSTR" |  | Unknown BSicon "exSTR" | Unknown BSicon "exHST" | Unknown BSicon "exSTR" |

| Unknown BSicon "exSTR" |  | Unknown BSicon "exSTR" | Unknown BSicon "exHST" | Unknown BSicon "exSTR" |

| Unknown BSicon "exBHF" |  | Unknown BSicon "exSTRl" | Unknown BSicon "exSTRr" | Unknown BSicon "exSTR" |

| Unknown BSicon "exHST" |  |  |  | Unknown BSicon "exSTR" |

| Unknown BSicon "exBHF" |  |  |  | Unknown BSicon "exSTR" |

| Unknown BSicon "exSTR" |  |  |  | Unknown BSicon "exBHF" |

| Unknown BSicon "exHST" |  |  |  | Unknown BSicon "exSTR" |

| Unknown BSicon "exSTR" |  |  |  | Unknown BSicon "exBHF" |

| Unknown BSicon "exBHF" |  |  |  | Unknown BSicon "exSTR" |

| Unknown BSicon "exSTR" |  |  |  | Unknown BSicon "exBHF" |

| Unknown BSicon "exSTR" |  |  |  | Unknown BSicon "exBHF" |

| Unknown BSicon "exHST" |  |  |  | Unknown BSicon "exSTR" |

| Unknown BSicon "exBHF" |  |  |  | Unknown BSicon "exSTR" |

| Unknown BSicon "exSTR" |  |  |  | Unknown BSicon "KBHFxa" |

| Unknown BSicon "exHST" |  |  |  | Unknown BSicon "LSTR" |

| Unknown BSicon "exBHF" |

| Unknown BSicon "exABZgl" | Unknown BSicon "exSTRq" | Unknown BSicon "exSTR+r" |  |  |

| Unknown BSicon "exHST" |  | Unknown BSicon "exSTR" |  |  |

| Unknown BSicon "exHST" |  | Unknown BSicon "exSTR" |  |  |

| Unknown BSicon "xABZg+r" |  | Unknown BSicon "exBHF" |  |  |

| Station on track |  | Unknown BSicon "exSTR" |  |  |

|  |  | Unknown BSicon "exBHF" |

|  |  | Unknown BSicon "exBHF" |

|  |  | Unknown BSicon "exHST" |

|  |  | Unknown BSicon "exBHF" |

|  |  | Unknown BSicon "exBHF" |

|  | Unknown BSicon "eABZg+lr" | Unknown BSicon "exSTRr" |  |  |

|  | Unknown BSicon "ABZg+r" |

|  | Station on track |

| Station on transverse track | Unknown BSicon "eABZq+r" |  |  |  |

|  | Unknown BSicon "exABZg+l" |

|  | Stop on track |

|  | Station on track |

|  | Unknown BSicon "KBHFxe" |

|  | Unknown BSicon "exHST" |

|  | Unknown BSicon "exBHF" |

|  | Unknown BSicon "KBHFxa" |

|  | Stop on track |

|  | Station on track |

| Unknown BSicon "exKHSTa" | Straight track |  |  |  |

| Unknown BSicon "exHST" | Straight track |  |  |  |

| Unknown BSicon "exHST" | Straight track |  |  |  |

| Unknown BSicon "exSTRl" | Unknown BSicon "eABZg+r" |  |  |  |

|  | Station on track |

|  | Station on track |

|  | Unknown BSicon "ABZql+xl" | Station on transverse track |  |  |

|  | Unknown BSicon "exSTR" |

|  | Unknown BSicon "exSTR" |  |  | Station on track |

|  | Unknown BSicon "exSTR" |  |  | Unknown BSicon "ABZgl" |

|  | Unknown BSicon "exSTR" |  |  | Unknown BSicon "eBHF" |

|  | Unknown BSicon "exHST" |  |  | Straight track |

|  | Unknown BSicon "exABZgl+l" | Unknown BSicon "exBHFq" | Unknown BSicon "exSTRq" | Unknown BSicon "eABZgr" |

|  | Unknown BSicon "exHST" |  |  | Unknown BSicon "exSTR" |

|  | Unknown BSicon "exSTR" |  |  | Unknown BSicon "exBHF" |

|  | Unknown BSicon "exBHF" |  |  | Unknown BSicon "exSTR" |

|  | Unknown BSicon "exBHF" |  | Unknown BSicon "exSTR+l" | Unknown BSicon "exSTRr" |

|  | Unknown BSicon "exSTR" |  | Unknown BSicon "exSTR" | Unknown BSicon "exBHF" |

|  | Unknown BSicon "exSTR" |  | Unknown BSicon "exBHF" | Unknown BSicon "exSTR" |

|  | Unknown BSicon "exSTR" |  | Unknown BSicon "exSTR" | Unknown BSicon "exHST" |

|  | Unknown BSicon "exSTR" |  | Unknown BSicon "exSTR" | Unknown BSicon "exHST" |

| Unknown BSicon "exSTR+l" | Unknown BSicon "exSTRr" |  | Unknown BSicon "exBHF" | Unknown BSicon "exSTR" |

| Unknown BSicon "exSTR" |  |  | Unknown BSicon "exSTR" | Unknown BSicon "exHST" |

| Unknown BSicon "exHST" |  |  | Unknown BSicon "exSTR" | Unknown BSicon "exSTR" |

| Unknown BSicon "exSTR" |  |  | Unknown BSicon "exSTR" | Unknown BSicon "exHST" |

| Unknown BSicon "exABZg+l" | Unknown BSicon "exBHFq" | Unknown BSicon "exSTR+r" | Unknown BSicon "exABZg+l" | Unknown BSicon "exSTRr" |

| Unknown BSicon "exSTR" |  | Unknown BSicon "exSTR" | Unknown BSicon "exBHF" |  |

| Unknown BSicon "exSTR" |  | Unknown BSicon "exHST" | Unknown BSicon "exABZgl" | Unknown BSicon "exSTR+r" |

| Unknown BSicon "exSTR" |  | Unknown BSicon "exSTR" | Unknown BSicon "exHST" | Unknown BSicon "exSTR" |

| Unknown BSicon "exSTR" |  | Unknown BSicon "exSTR" | Unknown BSicon "exHST" | Unknown BSicon "exSTR" |

| Unknown BSicon "exBHF" |  | Unknown BSicon "exSTRl" | Unknown BSicon "exSTRr" | Unknown BSicon "exSTR" |

| Unknown BSicon "exHST" |  |  |  | Unknown BSicon "exSTR" |

| Unknown BSicon "exBHF" |  |  |  | Unknown BSicon "exSTR" |

| Unknown BSicon "exSTR" |  |  |  | Unknown BSicon "exBHF" |

| Unknown BSicon "exHST" |  |  |  | Unknown BSicon "exSTR" |

| Unknown BSicon "exSTR" |  |  |  | Unknown BSicon "exBHF" |

| Unknown BSicon "exBHF" |  |  |  | Unknown BSicon "exSTR" |

| Unknown BSicon "exSTR" |  |  |  | Unknown BSicon "exBHF" |

| Unknown BSicon "exSTR" |  |  |  | Unknown BSicon "exBHF" |

| Unknown BSicon "exHST" |  |  |  | Unknown BSicon "exSTR" |

| Unknown BSicon "exBHF" |  |  |  | Unknown BSicon "exSTR" |

| Unknown BSicon "exSTR" |  |  |  | Unknown BSicon "KBHFxa" |

| Unknown BSicon "exHST" |  |  |  | Unknown BSicon "LSTR" |

| Unknown BSicon "exBHF" |

| Unknown BSicon "exABZgl" | Unknown BSicon "exSTRq" | Unknown BSicon "exSTR+r" |  |  |

| Unknown BSicon "exHST" |  | Unknown BSicon "exSTR" |  |  |

| Unknown BSicon "exHST" |  | Unknown BSicon "exSTR" |  |  |

| Unknown BSicon "xABZg+r" |  | Unknown BSicon "exBHF" |  |  |

| Station on track |  | Unknown BSicon "exSTR" |  |  |

|  |  | Unknown BSicon "exBHF" |

|  |  | Unknown BSicon "exBHF" |

|  |  | Unknown BSicon "exHST" |

|  |  | Unknown BSicon "exBHF" |

|  |  | Unknown BSicon "exBHF" |

|  | Unknown BSicon "eABZg+lr" | Unknown BSicon "exSTRr" |  |  |

|  | Unknown BSicon "ABZg+r" |

|  | Station on track |

Östra Skånes Järnvägar, ÖSJ, blev ett samlingsnamn på en rad mindre skånska järnvägar genom att Östra Skånes Järnvägsaktiebolag bildades i Kristianstad den 28 mars 1898.

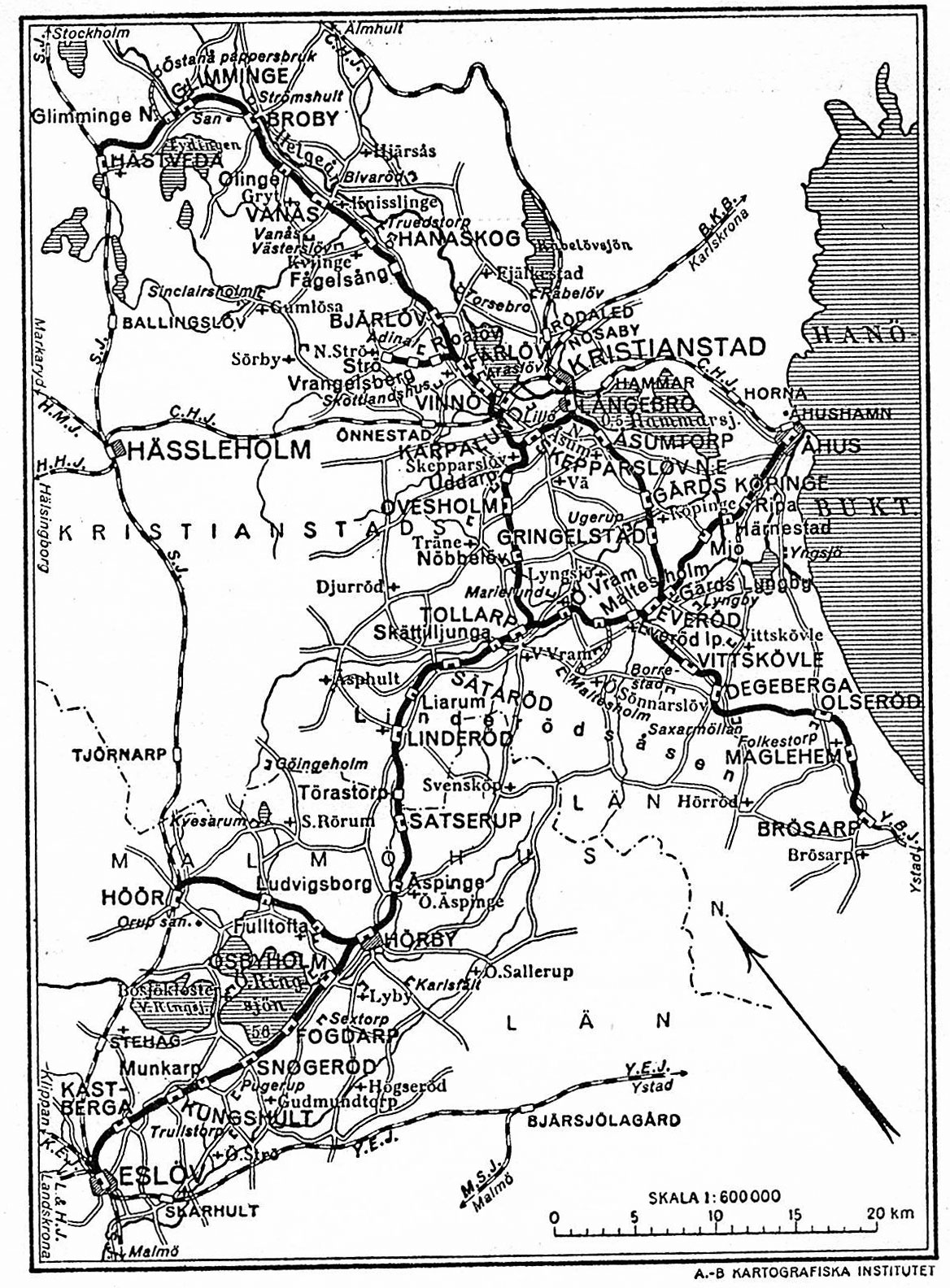
ÖSJ. Karta 1926.

Det hade tidigt funnits ett nära samarbete genom Östra Skånes Trafikförening mellan Gärds Härads Järnväg (GJ), Hästveda–Karpalunds Järnväg (HKJ) och Hörby–Tollarps Järnväg. Genom bildandet av ÖSJ slogs nedanstående enskilda järnvägar samman.
- Gärds Härads Järnväg (GJ) med bandelarna Karpalund–Degeberga och Tollarp–Everöd–Åhus.
- Hästveda–Karpalunds Järnväg (HKJ).
- Hörby–Tollarps Järnväg (senare Frosta Härads Järnvägsaktiebolag, FHJ).

I juni 1898 övertog ÖSJ koncession på en järnväg från Everöd till Långebro, en provisorisk station utanför Kristianstad, samt koncessionen på Degeberga–Brösarps Järnväg. 1 juli 1898 gick även den dryga året gamla Eslöv–Hörby Järnväg (EHJ) in i bolaget. ÖSJ byggde banan Degeberga–Brösarps Järnväg vilken öppnades för trafik 3 maj 1900 samt bandelen Everöd–Långebro som öppnades för trafik 2 maj 1901. Samma år, 1901, fick ÖSJ koncession på en järnväg mellan Skepparslöv och Långebro. Banan byggdes och 1 oktober 1902 öppnades den för trafik. 1915 köpte ÖSJ banan Höör–Hörby Järnväg (HHyJ). Efter många års segslitna förhandlingar kunde den dryga kilometer långa sträckan från Långebro in till Kristianstad station byggas och öppnas för trafik 25 juli 1919. 1 januari 1936 förvärvade Kristianstad–Hässleholms Järnvägar (CHJ) aktiemajoriteten i ÖSJ och de båda järnvägsnäten samförvaltades därefter. I samband med sammanslagningen rationaliserade CHJ sitt linjenät och tog bort linjen Tollarp–Everöd–Åhus och linjen Skepparslöv–Karpalund.